# Линия Сагамихара (Кэйо)
Линия Сагамихара (яп. 京王相模原線 кэйо сагамихара сэн) — железнодорожная линия в пригороде Токио, находящаяся во владении у Keio Corporation. Линия соединяет станцию Хасимото в префектуре Канагава со станцией Тёфу в токийском городе Тёфу.

## История
Линия была открыта 1 июня 1916 года как однопутная с одной остановкой и шла от станции Тёфу до станции Тамагавахара. 1 апреля 1924 года был запущен в эксплуатацию второй путь. 1 мая 1937 года станция Тамагавахара была переименована в Кэйо-Тамагава. Полная электрификация линии была завершена к 4 августа 1963 года.
1 апреля 1971 года был введен в эксплуатацию участок до станции Кэйо-Ёмиури-Рандо. В дальнейшем последовательно линию продлевали ещё дальше до станций Кэйо-Тама-Центр (18 октября 1974), Минами-Осава (22 мая 1988) и Хасимото (30 марта 1990). 6 апреля 1991 года открылась станция Тамасакай.
С 1992 по 2001 год, ходил экспресс с ограниченным числом остановок, останавливавшийся на станциях Тёфу, Кэйо-Тама-Центр и Хасимото.

## Станции
Поезда видов Rapid (Скорый) и Commuter Rapid (Будничный Скорый) останавливаются на каждой станции линии.
| Станция           | Японское название    | Расстояние (км) | Расстояние (км) | Расстояние (км) | Экспресс, Специальный Экспресс | Пересадки                                                                  | Расположение | Расположение |
| Станция           | Японское название    | Между станциями | Всего           | Всего           | Экспресс, Специальный Экспресс | Пересадки                                                                  | Расположение | Расположение |
| Станция           | Японское название    | Между станциями | От Тёфу         | От Синдзюку     | Экспресс, Специальный Экспресс | Пересадки                                                                  | Расположение | Расположение |
| ----------------- | -------------------- | --------------- | --------------- | --------------- | ------------------------------ | -------------------------------------------------------------------------- | ------------ | ------------ |
| Тёфу              | 調布駅               | -               | 0.0             | 15.5            | ●                              | Keio Corporation: Линия Кэйо (некоторые поезда до станции Синдзюку)        | Тёфу         | Токио        |
| Кэйо-Тамагава     | 京王多摩川駅         | 1.2             | 1.2             | 16.7            | ◇                              |                                                                            | Тёфу         | Токио        |
| Кэйо-Инададзуцуми | 京王稲田堤駅         | 1.3             | 2.5             | 18.0            | ●                              | JR East: Линия Намбу (Инададзуцуми)                                        | Кавасаки     | Канагава     |
| Кэйо-Ёмиури-Рандо | 京王よみうりランド駅 | 1.4             | 3.9             | 19.4            | ｜                             |                                                                            | Инаги        | Токио        |
| Инаги             | 稲城駅               | 1.6             | 5.5             | 21.0            | ｜                             |                                                                            | Инаги        | Токио        |
| Вакабадай         | 若葉台駅             | 3.3             | 8.8             | 24.3            | ｜                             |                                                                            | Кавасаки     | Канагава     |
| Кэйо-Нагаяма      | 京王永山駅           | 2.6             | 11.4            | 26.9            | ●                              | Odakyu Electric Railway: Линия Тама (Одакю-Нагаяма)                        | Тама         | Токио        |
| Кэйо-Тама-Центр   | 京王多摩センター駅   | 2.3             | 13.7            | 29.2            | ●                              | Одакю: Линия Тама (Одакю-Тама-Центр) Tama Toshi Monorail Line (Тама-Центр) | Тама         | Токио        |
| Кэйо-Хориноути    | 京王堀之内駅         | 2.3             | 16.0            | 31.5            | ｜                             |                                                                            | Хатиодзи     | Токио        |
| Минами-Осава      | 南大沢駅             | 2.2             | 18.2            | 33.7            | ●                              |                                                                            | Хатиодзи     | Токио        |
| Тамасакай         | 多摩境駅             | 1.9             | 20.1            | 35.6            | ｜                             |                                                                            | Матида       | Токио        |
| Хасимото          | 橋本駅               | 2.5             | 22.6            | 38.1            | ●                              | JR East: Линия Иокогама, Линия Сагами                                      | Сагамихара   | Канагава     |

1. ↑  Поезда Express(Экспресс) останавливаются на станции Кэйо-Тамагава во время проведения некоторых мероприятий.